# Hakea pandanicarpa
Hakea pandanicarpa är en tvåhjärtbladig växtart. Hakea pandanicarpa ingår i släktet Hakea och familjen Proteaceae.

## Underarter
Arten delas in i följande underarter:
- H. p. crassifolia
- H. p. pandanicarpa